# Línia evolutiva de Cacnea
Aquesta línia evolutiva de Pokémon inclou Cacnea i Cacturne.

## Cacnea
Cacnea és una de les espècies que apareixen a la franquícia Pokémon, una sèrie de videojocs, anime, mangues, llibres, cartes col·leccionables i altres mitjans que va ser inventada per Satoshi Tajiri i ha generat milers de milions de dòlars en beneficis per a Nintendo i Game Freak. És de tipus planta i evoluciona a Cacturne.

## Cacturne
Cacturne és una de les espècies que apareixen a la franquícia Pokémon, una sèrie de videojocs, anime, mangues, llibres, cartes col·leccionables i altres mitjans que va ser inventada per Satoshi Tajiri i ha generat milers de milions de dòlars en beneficis per a Nintendo i Game Freak. És de tipus planta i tipus sinistre i evoluciona de Cacnea.

## Biologia
Cacturne s'assembla molt a un espantall, aquest Pokémon igual que Cacnea pot sobreviure 30 dies sense aigua, ja que l'emmagatzema igual que la seua pre-evolució, habita principalment en els deserts. Durant el dia es queda quiet per a no perdre aigua sota el sol i a la nit entra en acció. Si un viatger s'endinsa en el desert, els Cacturne el segueixen fins que ja no pot més. A l'haver passat milers d'anys en el desert, aquests Pokémon han canviat la sang per una espècie de sorra. Els seus braços contenen punxes les quals utilitzen com mecanisme de defensa.